# دانیل فریره
دانیل فریره (اسپانیایی: Daniel Freire‎؛ زادهٔ ۲۹ دسامبر ۱۹۶۱) بازیگر تئاتر، سینما و تلویزیون اهل آرژانتین است.
از فیلم‌ها یا برنامه‌های تلویزیونی که وی در آن نقش داشته است، می‌توان به لوسیا و سکس و انگیزه‌های شخصی اشاره کرد.